# Vladimír Bahna
Vladimír Bahna (25. července 1914 Banská Štiavnica – 19. října 1977 Bratislava) byl slovenský filmový režisér, scenárista a dramaturg.

## Studium
Narodil se v Banské Štiavnici a pocházel z rodiny řemeslníka ze sousedního báňského města Pukanec. Od dětství inklinoval k umění, což potvrdilo i přijetí na pražskou výtvarnou akademii, kam však pro nedostatek prostředků pro zajištění studia nenastoupil. Zpočátku se učil za typografů v Novém Městě nad Váhom, později odešel do Bratislavy, kde v roce 1934 absolvoval Školu uměleckých řemesel. V tomto období začal publikovat různé literární pokusy a novinové články. Začal si všímat kinematografii a veřejně se vyslovoval k Fričovu Jánošíkovi, Plickovu filmu Zem zpívá, jakož i k obecným předpokladům a perspektivám budoucí slovenské filmové tvorby. Záliba ve fotografování našla uplatnění i v redakční činnosti, zejména za pobytu v Piešťanech, kde působil jako lázeňský redaktor časopisu Nové Slovensko.

## Kariéra

### Poválečné období
Ve filmu začínal jako dramaturg a scenárista společnosti Nástup (1944 - 1945). Koncem ledna 1945 byl pověřen funkcí tiskového referenta a redaktora povstaleckého časopisu Pohronie. Po porážce fašismu a znárodnění kinematografie vznikla v roce 1945 Slovenská filmová společnost. Bahna se stal dramaturgem krátkého filmu a již v roce 1946 došlo k reedici Bahnova scenáristického debutu Černé umění. Osvětový snímek zpracovávající tematiku dějin knihtisku na Slovensku vznikl ve spolupráci s režisérem Vladimírem Zimmerem.
V poválečném období Vladimír Bahna pokračoval v nastoupené cestě filmového žurnalisty. Byl členem redakčního kruhu časopisu Kino. Bahnovým režisérským debutem byl autorský dokumentární film Pukanští koláři (1947). Po únorovém komunistickém převratu v Československu vytvořil Bahna reportážní filmy Kouzelný prut (1948) a Údolí radosti (1948), inspirované prací na stavbách a protialkoholní osvětový snímek Nepřítel mezi námi ( 1948).

### Celovečerní dokumenty
Další zkušenosti filmového tvůrce získal Vladimír Bahna přípravou celovečerního filmu Ocelová cesta (1949). Tento agitační dokument zobrazuje výstavbu Tratě mládeže z Hronské Dúbravy do Banské Štiavnice. V linii a duchu předchozího snímku vytvořil Bahna i první slovenský barevný celovečerní nehraný film s tematikou industrializace, Duha nad Slovensku (1951). V první polovině padesátých let působil Bahna i jako redaktor časopisu Film a doba.

### Hrané filmy

#### 50. léta
V oblasti hraného filmu se Bahna dramaturgicky podílel na filmu Boj skončí zítra (1951). Pro svůj hraný debut Pole neorané 1953 si Bahna zvolil jako předlohu stejnojmenný román Petra Jilemnického. Autorem scénáře je Vladimír Mináč. Film pojednává o životě chudých kysuckých kopaničářů během hospodářské krize v třicátých letech. Film jako jeden z mála filmů tehdejší produkce překročil umělecké limity a alespoň částečně překryl ideové schémata.
Dvojice tvůrců Mináč a Bahna realizovala i další celovečerní hraný film Žena z vrchů (1955). V roce 1956 se ve slovenském filmu decentralizovala dramaturgická práce a vznikly tři tvůrčí skupiny, jedna z nich pod vedením Vladimíra Bahny. K reorganizaci došlo v roce 1958, kdy se z tvůrčích skupin stali skupiny výrobní a Bahna, Bielik a Gajdošová se vzdali svých funkcí.
Po práci se současnou tematikou Bahna realizoval historickou komedii Zemianska čest (1957), která vycházela z Kalinčiakovo prózy Reštavrácia. Zároveň s ní natáčel i Poslední bosorku (1957), kterou měl původně režírovat Paľo Bielik, ale pro jeho neshody s Bukovčanem pověřilo vedení Koliby Vladimíra Bahnu. Bahna zůstal i v tomto období nadále věrný svým žurnalistickým začátkem a pravidelně přispíval do časopisu Film a divadlo. Podílel se i na literární přípravě filmové komedie Deštník svatého Petra (1958), ale vzdal se zveřejnění své tvůrčí účasti. V roce 1959 režíroval film Dům na rozcestí, o dva roky později se zaměřil na téma protifašistického odboje v melodramatické snímku Předjaří (1961).

#### 60. léta
Začátkem 60. let odešel Vladimír Bahna do bratislavského televizního studia, kde realizoval dramatickou relaci Návraty. V televizi zpracoval adaptaci divadelní hry Jozefa Hollého, Geľo Sebechlebský (1963), přepis povídky Janka Jesenského, Sluneční lázeň (1963) a navázal na spolupráci s Vladimírem Mináčem při realizaci povídky Případ (1964).
Scénář k další Bahnově literární adaptaci Náměstí svaté Alžběty (1965) napsal Štefan Sokol podle románu Rudolfa Jašíka. Tématu slovenského národního povstání se Vladimír Bahna věnoval ve filmu Stopy na Sitno (1968) a v třídílném televizním filmu Generace (1969). I přes uvolnění v 60. letech trpí tyto filmy ideologickým schematismem.
Kromě režisérské činnosti zastával Vladimír Bahna v tomto období i místo ředitele Studie hraných filmů a v periodikách se pravidelně vyjadřoval ke stavu slovenské kinematografie.

#### 70. léta
Další adaptací Vladimíra Bahn byl filmový přepis Zubkova prózy Skrytý pramen (1973). Ľudo Zúbek se vrátil do doby mistra Pavla z Levoče. Scénář filmu však ještě zdůraznil schematizmus předlohy a film je tak velmi transparentní stranickou propagandou poplatnou období normalizace. Filmový přepis novely Skrytý pramen byl posledním celovečerním dílem režiséra Vladimíra Bahny. V roce 1976 obdržel titul národní umělec.
K filmové dokumentaristiky se Bahna vrátil až téměř po dvaceti letech filmem Devět set let někdejšího svobodného království důlního města Pukanca (1976). Původně zamýšlený dvoudílný velkofilm Poéma o svědomí (1978) byl dokončen v podobě jednodílného filmu, který přesně odpovídal politické mytologii 70. let. Po náhlé Bahnově smrti film dokončil Zoro Záhon.

## Filmografie

### Krátkometrážních a dokumentární tvorba
- Černé umění (1946) (námět, libreto a scénář)
- Kapka Slunce (1946) (námět)
- Pukanští koláři (1947) (námět, scénář, režie)
- Kouzelný prut (1948) (námět, scénář, režie)
- Údolí radosti (1948) (námět, scénář, režie)
- Nepřítel mezi námi (1948) (scénář, režie)
- Neznámé ruce (1949) (režie)
- Ocelová cesta (1949) (námět, scénář, režie)
- Duha nad Slovensku (1952) (námět, scénář, režie)
- Chléb a květiny (1954) (námět, scénář, komentář)
- Přijďte všichni (1954) (námět, scénář, režie)
- Devět set let někdejšího svobodného království důlního města Pukanca (1976) (námět, scénář, režie)

### Filmová a televizní hraná tvorba
- Pole neorané (1953)
- Žena z vrchů (1955)
- Poslední bosorka (1957)
- Zemianska čest (1957)
- Dům na rozcestí (1959)
- Předjaří (1961)
- Návrat Ondřeje Baláže (1963)
- Mária (1963)
- Geľo Sebechlebský (1963)
- Sluneční lázeň (1964)
- Případ (1964)
- Náměstí svaté Alžběty (1965)
- Na břehu průzračné řeky (1966)
- Stopy na Sitno (1968)
- Generace I., II., III. (1969)
- Skrytý pramen (1973)
- Poéma o svědomí (1978)